# Ctenomys lessai
El tuco-tuco de Lessa (Ctenomys lessai) es una especie de roedor del género Ctenomys de la familia Ctenomyidae. Habita en el centro-oeste de Sudamérica.

## Taxonomía
Descripción original
Esta especie de roedor fosorial fue descrita originalmente en el año 2014 por los zoólogos Scott L. Gardner, Jorge Salazar-Bravo y Joseph A. Cook. Su individualidad dentro del género Ctenomys fue detectada evaluando su estatus taxonómico sobre la base de la utilización tanto de rasgos morfológicos como cariológicos, combinándolos además con resultados de análisis filogenéticos de marcadores moleculares, empleando secuencias de ADN para un locus mitocondrial.
Holotipo
El holotipo designado es el catalogado como: MSB67111 (Museum of Southwestern Biology); es una hembra adulta colectada el 31 de mayo de 1991 (número de campo FWD767) y preparada por Forest W. Davis. Al ser recogida, se separó tejidos del hígado, del riñón y del corazón, los que fueron congelados en nitrógeno líquido y posteriormente almacenados a -80 °C en la División de Recursos Genómicos del Museo de Biología del Sudoeste (MSB), con el número de registro: NK22870.
Localidad tipo
La localidad tipo referida es: “500 metros al sur de lluthu Pampa, en las coordenadas 17°45′S 64°59′W, a una altitud de 2700 msnm, en el departamento de Cochabamba, Bolivia”.
Etimología
Etimológicamente, el término específico lessai es un epónimo que refiere al apellido de la persona a quien fue dedicada, el doctor en mastozoología Enrique P. Lessa, un estudioso de la evolución y biología de las especies del género Ctenomys.
Caracterización y relaciones filogenéticas
El ejemplar tipo midió 255 mm de longitud del cuerpo más cabeza; la cola fue de 64 mm.
Es un tucotuco perteneciente al “grupo de especies Ctenomys frater”. Dorsalmente el pelaje es denso, fino, suave, con pelos de alrededor de 5 a 20 mm de largo, en ese sector su patrón cromático es marrón-oliváceo con una capa más oscura sobre la cabeza. Ventralmente es de tonalidad canela-anteado. Su cariotipo es de 2n = 46 y FN = 64.

## Distribución geográfica y hábitat
Esta especie de roedor es endémica del centro-este de Bolivia.
Se distribuye únicamente en la localidad tipo, ubicada en el sudeste del departamento de Cochabamba, en altitudes entre 2500 y 2750 m s. n. m.. El área está cubierta de pastizales abiertos en las proximidades de un arroyo, con bosquetes remanentes de árboles de queñoa (Polylepis).